# Eupithecia exactata
Eupithecia exactata là một loài bướm đêm trong họ Geometridae.